# Bernard Lamarre
Pour les articles homonymes, voir Lamarre.
Bernard Lamarre, né le 6 août 1931 à Chicoutimi (Québec) et mort le 30 mars 2016 à Montréal (Québec), est un ingénieur et un entrepreneur québécois.

## Biographie

### Débuts
Son père, Émile, dirige une entreprise de construction. À 13 ans, Bernard part pour Montréal au collège Mont-Saint-Louis, avant d'entrer à l'École polytechnique de Montréal trois ans plus tard.
Durant ses études, il a l'occasion d'effectuer un voyage en Europe. Sur le bateau qui le conduit en France et en Italie, il fait la rencontre de Louise Lalonde qui aura une influence marquante sur lui. Outre le fait que le père de Louise dirige une firme d'ingénieurs dont fera partie Bernard, c'est elle qui initie sa passion pour les arts.
Il reçoit son diplôme de génie civil en 1952. En raison de ses résultats scolaires, Bernard Lamarre est gratifié d’une bourse Athlone pour lui permettre de compléter une maîtrise en génie à l'université de Londres. Il se marie avec Louise Lalonde le 30 août 1952, peu de temps avant son départ pour Londres. Il y complète sa maîtrise sur la plasticité du béton à l'Imperial College London en 1955 et revient ensuite au Canada.

### Carrière
Son beau-père, Jean-Paul Lalonde, lui offre un emploi au sein de sa firme de génie-conseil, Lalonde et Valois, en 1955. Bernard Lamarre gravit rapidement les échelons. Il est nommé ingénieur en chef en 1958, puis président-directeur général en 1962. Sous sa gouverne, la compagnie (qui devient Lalonde, Valois, Lamarre, Valois et associés en 1963 et Lavalin en 1977) prend de l'expansion et s'implante tant dans la communauté d'affaires québécoise qu'au niveau international.
Bernard Lamarre est aux premières loges de plusieurs projets d'envergure, comme le pont-tunnel Louis-Hippolyte-Lafontaine, le Stade olympique de Montréal, le projet de la Baie-James et le Mémorial du martyr (Alger). Les rênes de décision bien en main, multipliant les contacts, entretenant les réseaux, il tente de diversifier les sphères d'activité de la compagnie et la croissance est rapide[réf. nécessaire].
En 1976, il suggère au ministère des transports du Québec de confier à Charles Daudelin la réhabilitation la partie ouest du square Viger.
En 1990, Lavalin est présent dans le génie civil, les communications, le transport en commun, l'énergie, l'immobilier, la pétrochimie. L'entreprise compte alors plus de 7200 employés. Bernard Lamarre prend cependant de plus en plus de risques financiers, au point de rendre son entreprise insolvable. Le coup de grâce est donné par l'acquisition d'appareils Airbus dans le but de les revendre à la compagnie aérienne Aeroflot. Mais la vente ne se concrétise pas, et Lavalin doit déposer son bilan le 12 août 1991. Une fusion avec SNC est alors conclue pour former le groupe SNC-Lavalin, un des plus importants groupes de sociétés d'ingénierie et de construction au monde.
De 1992 à 1999, Bernard Lamarre est conseiller spécial au conseil d’administration de SNC-Lavalin.

### Autres fonctions
Il est également président de l'Ordre des ingénieurs du Québec de 1993 à 1997, devient président du Conseil d'administration de l'École polytechnique de Montréal en 2002 pour une durée de 5 ans, et fut membre de la Société du Vieux-Port de Montréal qu'il dirigea jusqu'en 2007,. Il a également été le président du groupe Bellechasse santé.
À la suite du décès de sa femme en 2002, Bernard Lamarre crée le fonds de dotation Louise Lalonde Lamarre qui finance un programme de parrainage d'écoliers.

### Arts
Initié aux arts par sa femme Louise, Bernard Lamarre défend le principe d'achat d'œuvres d'artistes vivants pour les accrocher dans les bureaux de l'entreprise. Ainsi naît la collection Lavalin, dont la première acquisition est un tableau de Marcelle Ferron en 1960.
En 1977, Bernard Lamarre confie la gestion de sa collection de 75 œuvres au conservateur Léo Rosshandler, ancien directeur adjoint au Musée des beaux-arts de Montréal. L'acquisition d'œuvres devient alors plus systématique et comptera jusqu’à 1 300 peintures, dessins, gravures et sculptures d'environ 500 artistes, parmi les plus représentatifs du Québec.
En 1992, après la fusion entre SNC et Lavalin, la collection entière est acquise par le Musée d'art contemporain de Montréal, évitant ainsi la dispersion d'un important patrimoine. Un ouvrage et une exposition soulignent cette acquisition en 1994.
Bernard Lamarre accède à la présidence du conseil d'administration du musée des beaux-arts de Montréal en 1983. Il supervise l'exposition Picasso en 1984, constituée d'œuvres personnelles prêtées par Jacqueline Picasso. Il demeure président de 1983 à 1997, puis de nouveau de 1997 à 2008.

## Honneurs
- 1973 - Fellow de l'Institut canadien des ingénieurs
- 1980 - Prix Mérite de l'Association des diplômés de l'École polytechnique de Montréal
- 1983 - Membre de l'Ordre du Mérite
- 1985 :
  - Médaille d'or du Conseil canadien des ingénieurs
  - Officier de l'Ordre du Canada
  - Médaille Julian C. Smith
  - Prix Chomedey-de-Maisonneuve
  - Officier de l'Ordre national du Québec
- 1988 - Membre de l'Académie des Grands Montréalais
- 1989 - Médaille Sir John Kennedy de l'Institut canadien des ingénieurs
- 1993 – Meritas de la région Saguenay-Lac-Saint-Jean
- 2009 : 
  - Distinction pour services méritoires - Service professionnel, décerné par Ingénieurs Canada[13]
  - Prix Coup de Chapeau, décerné par l'Institut d'acier d'armature du Québec (IAAQ)[14]
- 2000 - Prix Beaubien[15]
- 2013 - Grand officier de l'Ordre national du Québec[16]

Bernard Lamarre a reçu des diplômes honorifiques de l'Université de Montréal (1985), l'Université d'Ottawa (1988) et l'Université McGill (2001).